# Comune distrettuale di Joniškis
Il comune distrettuale di Joniškis è uno dei 60 comuni della Lituania, situato nella regione dell'Aukštaitija.